# Lucilio Vanini
Lucilio Vanini (nannte sich selbst Julius Caesar Vanini; * 1585 in Taurisano bei Lecce; † 9. Februar 1619 in Toulouse) war ein italienischer Philosoph und Theologe. Er wurde von der Inquisition als Ketzer verurteilt und auf dem Scheiterhaufen hingerichtet.

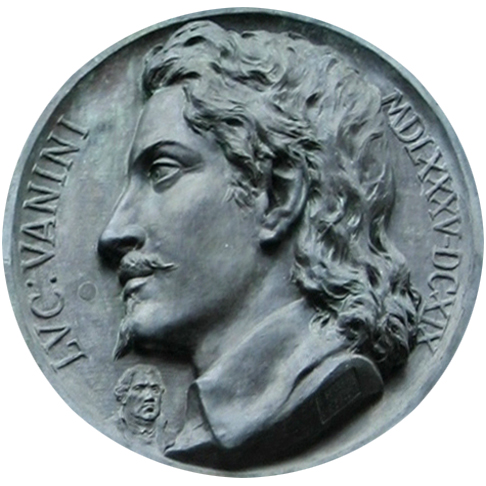
Lucilio Vanini (Bronzemedaillon von Ettore Ferrari (1889) am Giordano-Bruno-Denkmal in Rom)

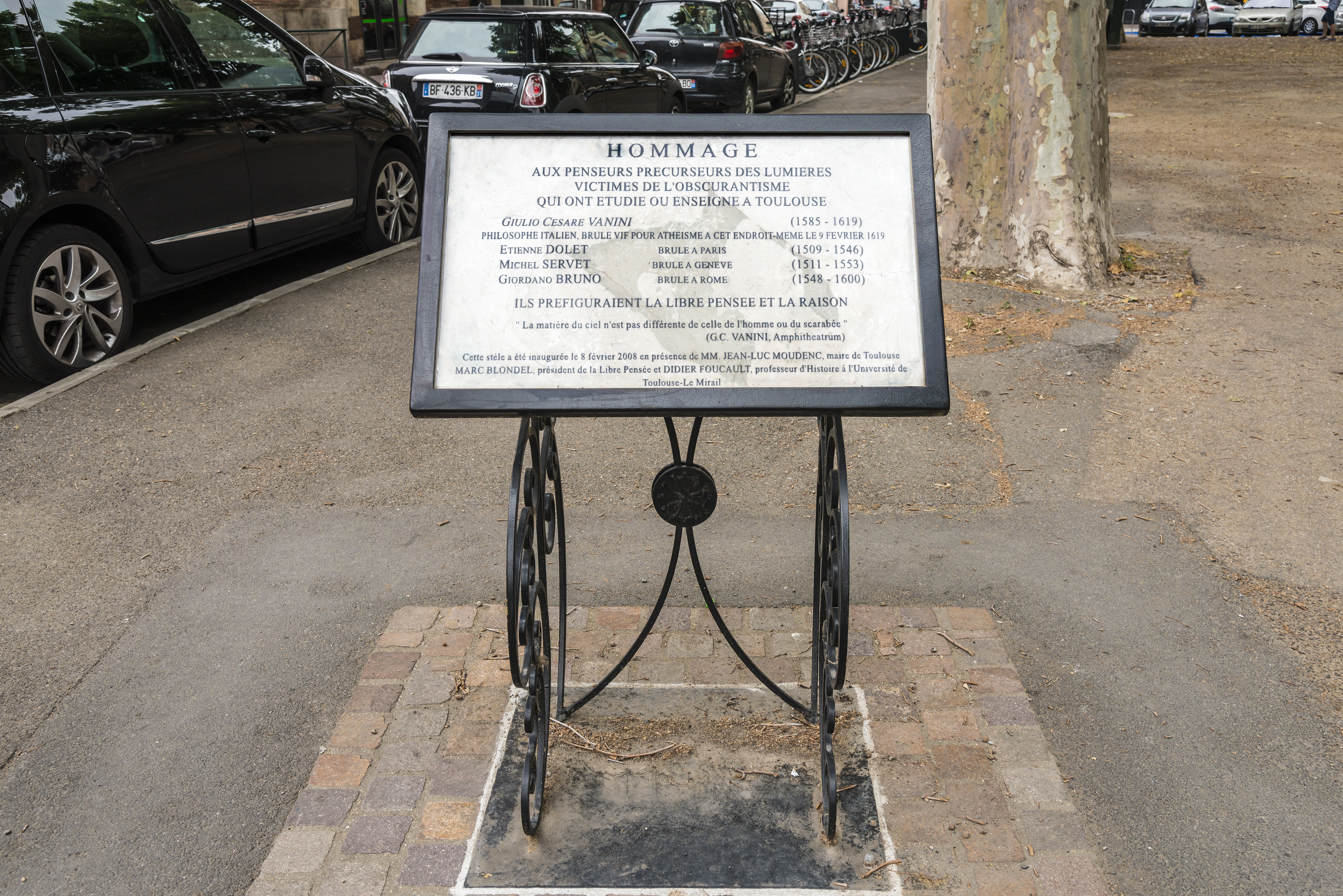
Hommage an Giulio Cesare Vanini am Ort seines Todes.

## Leben
Vanini wurde 1585 in der Kleinstadt Taurisano nahe Lecce (Apulien) als Sohn eines Beamten geboren. Er stammt aus einem alten neapolitanischen Geschlecht. Vanini gab sich selbst den Decknamen „Julius Caesar V.“. Er studierte in Rom und Padua unter anderem Theologie, Philosophie (intensives Studium der Schriften Aristoteles) und Jurisprudenz. Er wurde von den Philosophen Pietro Pomponazzi, Bernardino Telesio, Gerolamo Cardano und Andrea Cesalpino beeinflusst.
Nach dem Empfang der Priesterweihe in Padua bereiste Vanini unter anderem Deutschland, die Niederlande, die Schweiz und Frankreich.
1614 ging er nach England, wo er 9 Tage im Gefängnis saß. In Genua lehrte er Philosophie.
In Lyon veröffentlichte er 1615 sein Werk Amphitheatrum aeternae providentiae… („das Amphitheater der ewigen Vorsehung“), in der er einen Pantheismus vertritt.
1616 folgte ein weiteres Werk, De admirandis naturae, reginae deaeque mortalium arcanis („Von den wunderbaren Geheimnissen der Königin und Göttin der Sterblichen, der Natur“) – eine Reihe philosophischer Dialoge – das zunächst die Zulassung der Sorbonne erhält, später aber zum öffentlichen Verbrennen verdammt wurde.
1617 zog Vanini nach Paris, wo er als Erzieher tätig war.
1618 wurde er wegen seiner öffentlichen atheistischen Vorträge verhaftet. Es folgte ein sechsmonatiger Prozess wegen Ketzerei und Gotteslästerung. Berühmt geworden ist die Verteidigung Vaninis auf die Anklage des Atheismus hin durch die Szene vom Strohhalm. Diesen nahm er vom Boden auf, zeigte ihn dem Ankläger und sagte, dass ihn schon dieser Halm vom Dasein Gottes überzeuge. Das wurde nicht akzeptiert. Vanini wurde 1619 zum Feuertod verurteilt. Ihm wurde die Zunge mit einer Zange herausgerissen. Ein Augenzeuge beschreibt Vaninis Schmerzensschrei als das schrecklichste je von einem Menschen gehörte Geräusch. Danach wurde er auf dem Scheiterhaufen im Alter von 33 Jahren hingerichtet.
Die römisch-katholische Glaubenskongregation setzte 1620 per Dekret Vaninis Werk De admirandis naturae auf den Index.

## Philosophie und Bedeutung
Vanini gilt heute weniger als tiefer philosophischer Denker, sondern steht oft im Schatten von Giordano Bruno und ist vor allem aufgrund der Grausamkeit seiner Hinrichtung als Ketzer bekannt. Vanini vollzog den Übergang vom averroistischen Aristotelismus der Renaissance zu der von Gerolamo Cardano und Bernardino Telesio bestimmten pantheistischen Naturphilosophie.
Gott ist für ihn unendliches, ewiges, überzeitliches Sein, das aus sich heraus die Welt geschaffen hat und in ihr tätig ist, indem er (in ihr) alles in allem ist. In der Natur äußert sich die Kraft Gottes, ja Gott selbst. Die Welt ist ewig, die einheitliche Materie ist mengenmäßig konstant, da nur ihre Formen wechseln.
In den gegenwärtigen, einschlägigen Lexika findet Vanini kaum Beachtung. Anders war dies im 18. und 19. Jahrhundert. Voltaire erwähnte Vanini in seinem Philosophischen Taschenwörterbuch in dem Artikel über den Atheismus, Georg Wilhelm Friedrich Hegel widmete ihm in seinen Vorlesungen zur Geschichte der Philosophie (1833/36) nach Giordano Bruno einen siebenseitigen Abschnitt. Friedrich Hölderlin schrieb ein Gedicht „Vanini“. Auch Arthur Schopenhauer lobte die anti-theistische Position des Italieners und stellte sein Martyrium neben dem von Giordano Bruno heraus.

## Werke
- Iulii Caesaris Vanini: Amphitheatrum aeternae providentiae divino-magicum, christiano-physicum, nec con astrologo-catholicum, adversus veteres philosophos, Atheos, Epicureos, Peripateticos et Stoicos, Lugduni, Apud Viduam Antonii de Harsy, 1615 (Digitalisat)
- Iulii Caesaris Vanini: De admirandis naturae, reginae deaeque mortalium arcanis, libri IV, Lutetiae, Apud Adrianum Perier, 1616. (Digitalisat)
- Luigi Corvaglia, ed.: Le opere di Giulio Cesare Vaninie e le loro fonti, I–II (Milano), (1933–1934).
- G. C. Vanini: Opere, ed. Giovanni Papuli e Francesco Paolo Raimondi, Galatina, Congedo, 1990.
- franz. Übersetzung durch X. Rousselot: Oeuvres philosophiques de Vanini traduites pour la première fois, Paris, Gosselin, 1842.
- italienische Übersetzung: Guido Porzio, Le opere di Giulio Cesare Vanini tradotte per la prima volta in italiano con prefazione del traduttore, I–II, Lecce, Bortone, 1912; Francesco Paolo Raimondi – Luigi Crudo, L'Anfiteatro dell'eterna provvidenza, Galatina, Congedo, 1981; Francesco Paolo Raimondi, I meravigliosi segreti della natura, regina e dea dei mortali, Galatina, Congedo, 1990.